# 屯門文娛廣場

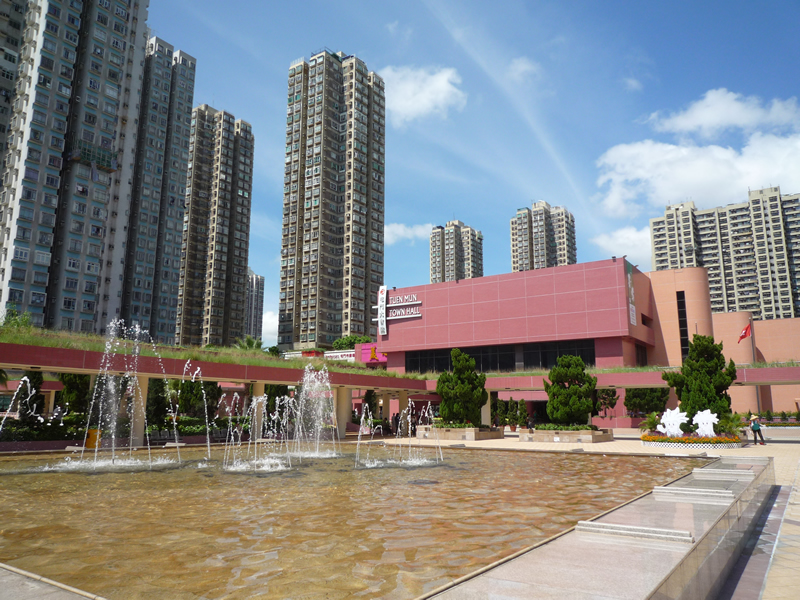
屯門文娛廣場中央噴水池

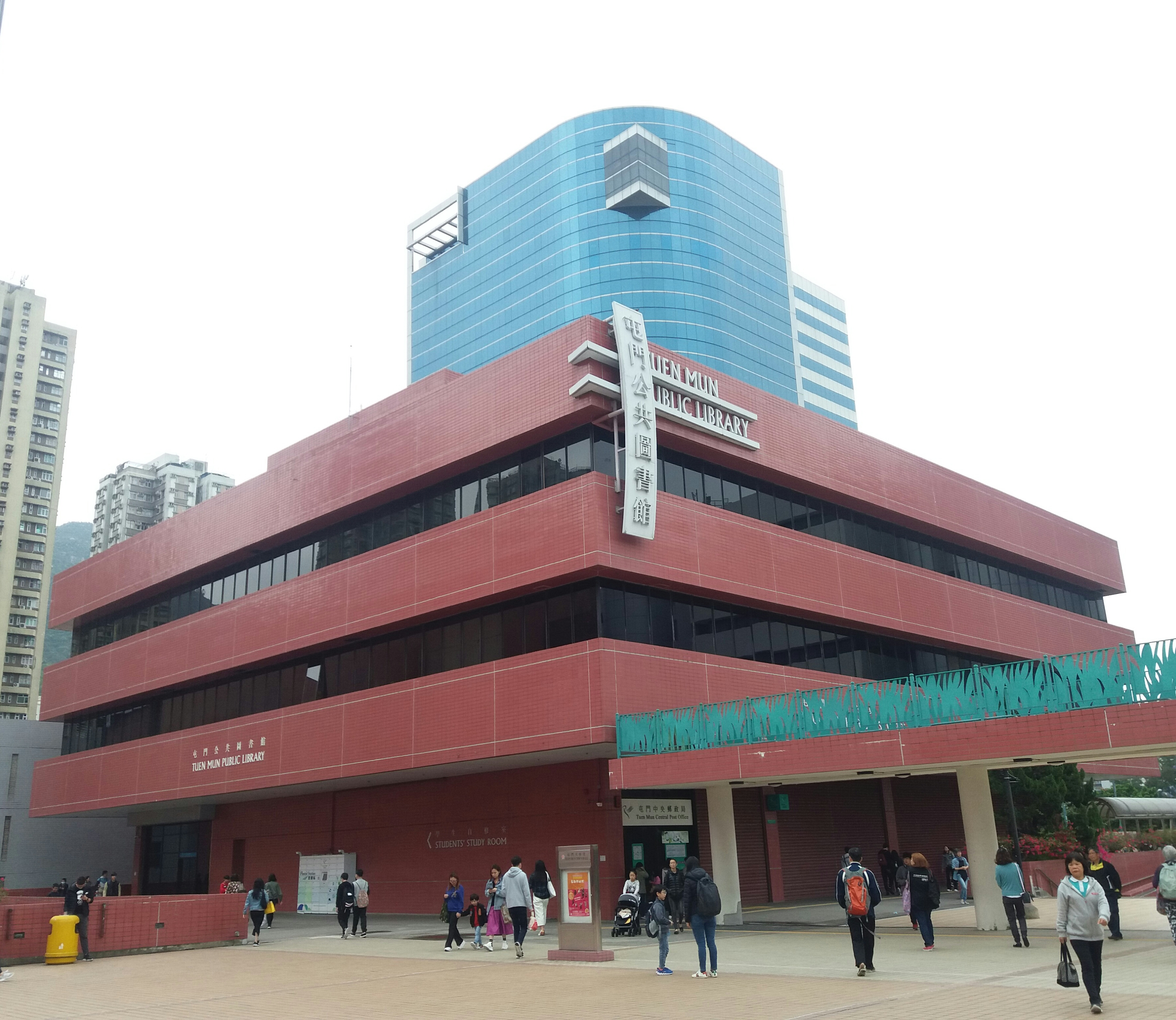
屯門公共圖書館，遠處藍色幕牆建築為屯門栢麗廣場

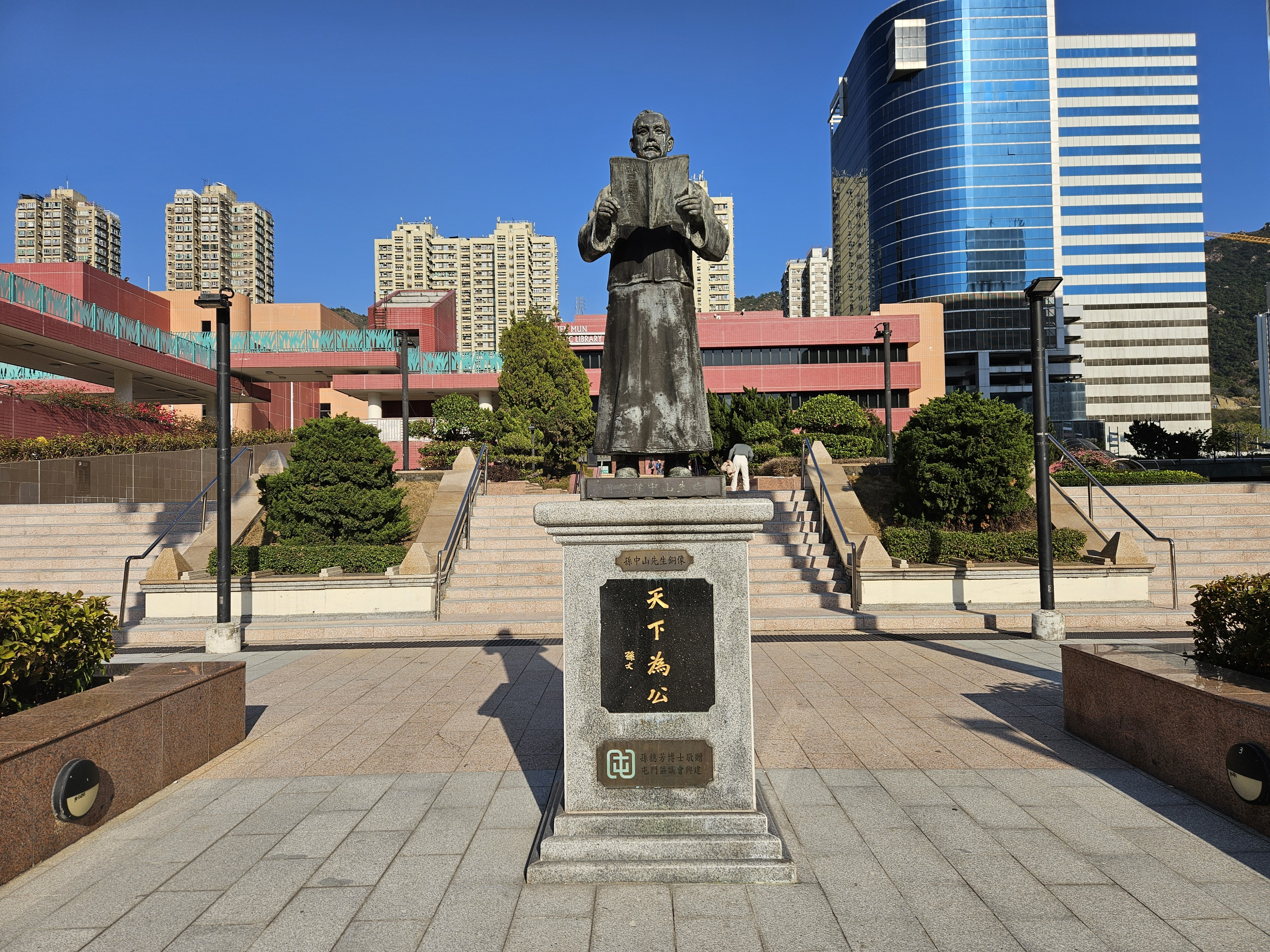
屯門文娛廣場正中央的孫中山先生銅像

屯門文娛廣場（英語：Tuen Mun Civic Square），位於香港新界屯門區屯門鄉事會路，是架空的露天廣場，主要用來連接屯門大會堂、屯門政府合署、屯門法院和屯門公共圖書館等幾個區內重要公共設施，以及提供舉辦文娛活動的地方；廣場由康樂及文化事務署管理，設有吸煙區。該廣場不時被各團體租用以舉辦各式各樣的活動，包括書展、音樂表演、嘉年華及慈善賣物會等等，是屯門居民的一個重要文娛康樂場地。
2013年5月25日，由孫中山孫女孫穗芳捐贈的孫中山銅像揭幕，擺放在廣場的正中位置。

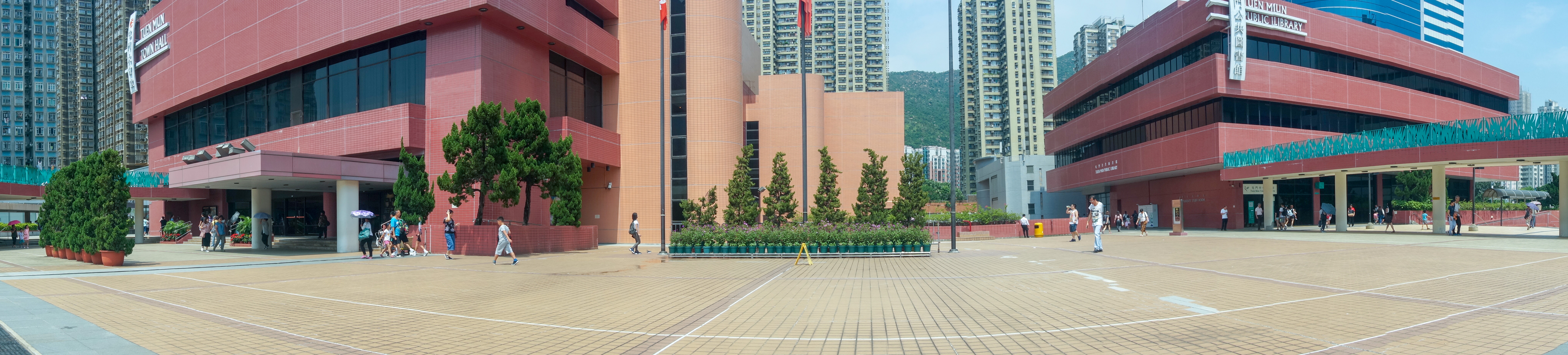
屯門文娛廣場裏的屯門大會堂和屯門公共圖書館。

## 毗鄰公共設施
- 屯門市中心公共運輸交匯處（地面）